# Милош Тешић
Милош Тешић (Нови Сад, 22. децембар 1941) српски је универзитетски професор и академик. Тешић је академик Војвођанске академије наука и уметности и универзитетски професор на Факултету техничких наука у Новом Саду. Аутор је монографија, пројеката и радова из области пољопривредних наука у земљи и иностранству.

## Биографија
Рођен је у Новом Саду, где је дипломирао 1965. године на Машинском факултету, а затим магистрирао 1974. на Одсеку за управљање пословним системима на Факултету техничких наука Универзитета у Новом Саду. Докторирао је 1977. на Пољопривредном факултету Универзитета Георг-Август у Гетингену, у Немачкој. Редовни је професор за предмете из научне области Пољопривредно машинство и шеф истоимене катедре у периоду од 1978. до 1999. на Факултету техничких наука у Новом Саду. Дописни је члан Војвођанске академије наука и уметности од 2004. године. Године 2013. изабран је за редовног члана ВАНУ. Раду ове институције доприноси и обављањем дужности генералног секретара (од 2004. до 2008. и од 2012. до 2018. године) и као члан Председништва ВАНУ. Био је рецензент за часописе Савремена пољопривредна техника (Нови Сад) и Agricultural Engineering International: CIGR Journal. Члан је Уређивачког одбора часописа Савремена пољопривредна техника и часописа Journal on Processing and Energy in Agriculture.

## Области истраживања
Радио је на усавршавању и развоју машина и поступака за жетву, дораду, транспорт и коришћење крмног биља и обновљивих извора енергије из ратарства, биогас постројења, те машина за убирање и постројења за сушење лековитог биља. Истраживања и признатост Катедре за пољопривредно машинство развијао је кроз сталне контакте и добру сарадњу са колегама из струке из Београда, Загреба, Љубљане, Штутгарта, Гетингена, Бона, Будимпеште, Прага, итд.

## Одабрана дела
- Siegel W., Tešić M.: Der Stromungswiederstand von Kornermaisschuttungen – Grundlagen der Landtechnik, 19(1969): 4, 12-15.
- Tešić M. (1977): Das Verdichten unter Nährstoﬀaufschluss von Futterpﬂanzen in Matrizenpressen (Compression of Fodder in Martix-presses and Increasing of Nutrition Value), Universität Georg August, Göttingen.
- Tešić M.: Principi rada mašina za žetvu travnatih materijala. Univerzitetski udžbenik, Institut za mehanizaciju, Novi Sad, 1984.
- Tešić M., Veselinov B., T. Krmpotić (1985): Evaluation of Maize Straw Harvesting Procedures, Biomasss Round Table Conference, Serbian Academy of Sciences and Arts, Academy of Sciences and Arts of Vojvodina and Hungarian Academy of Sciences, Aranđelovac Proceedings, pp. 5.
- Müller J., Reisinger G., Kišgeci J., Kotta E., Tešić M. and W. Mühlbauer (1989): Development of a Greenhouse-Type Solar Dryer for Medicinal Plants and Herbs, Solar & Wind Technology, 6, 5, 532-530.
- Martinov M., Tešić M., und J. Müller (1992): Erntemachine fuer Kamille (Chamomile Harvester) Landtechnik, 47, 10, 505-507.
- Tešić, M. and M. Martinov. 2008. News in RES policy, production and use in Serbia 2007. In Scarlat, N., Moner-Gerona, M., Sidki Uyar, T. ed.: „Data Gathering on Renewable Energies for New Member States and Candidate Countries“, European Commission, Joint Research Centre, Institute for Energy, Istanbul, Turkey 13-15 November 2007, Proceedings, 224-239. EUR 23558 EN,  978-92-79-10407-7, ISSN 1018-5593
- Tešić M, Kiš F. et al.: Mogućnost proizvodnje i korišćenja biodizea u AP Vojvodini, Monografija. Vojvođanska akademija nauka i umetnosti, 173 str,ISBN978-8685889-22-6
- Tešić, M., Kiss, F., Zavargo, Z. (2011): Renewable energy policy in he Republik of Serbia, Renewable and Sustainable Energy Reviews 15, 752-758
- Đatkov, Đ., Effenberger, M., Lehner, A., Martinov, M., Tešić. M., Gronauer, A. (2012):New method for assessing the performance of agricultural biogas plants, RenewableEnergy 40(1):104-112